# ۶۸۵ (قمری)
۶۸۵ (قمری)، ششصد و هشتاد و پنجمین سال در گاهشماری هجری قمری است. اول محرم این سال برابر با بیست و ششم فوریه سال ۱۲۸۶ میلادی است.